# Берёзово (Ленинградская область)
Берёзово (до 1948 года Ли́пола, фин. Lipola) — посёлок в Севастьяновском сельском поселении Приозерского района Ленинградской области.

## Название
По решению исполкома Сепянъярвского сельсовета зимой 1948 года деревня Липола получила наименование Берёзово. Окончательно переименование было закреплено указом Президиума ВС РСФСР от 13 января 1949 года.

## История
- Деревня Липола на финской карте 1923 года

До 1939 года деревня Липола входила в состав волости Хийтола Выборгской губернии Финляндской республики. 
С 1 января 1940 года в составе Карело-Финской ССР.
С 1 августа 1941 года по 31 июля 1944 года финская оккупация.
С 1 ноября 1944 года в составе Липольского сельсовета Кексгольмского района.
С 1 января 1945 года в составе Сепянъярвского сельсовета.
С 1 октября 1948 года в составе Севастьяновского сельсовета Приозерского района.
С 1 января 1949 года учитывается как деревня Берёзово.  В ходе укрупнения в её состав вошли селения Копсала, Вантоя, Хелле, Райнила, Пукинниеми, Мянтюля, Муликки, Расимяки, Сиронярви, Тойвалахти, Корпела.
С 1 июня 1954 года в составе Богатырёвского сельсовета.
С 1 февраля 1963 года — в составе Выборгского района.
С 1 января 1965 года — вновь в составе Приозерского района. В 1965 году деревня насчитывала 176 жителей. 
По данным 1966, 1973 и 1990 годов посёлок Берёзово входил в состав Богатырёвского сельсовета.
В 1997 году в посёлке Берёзово Богатырёвской волости проживали 29 человек, в 2002 году — 20 человек (русские — 95 %).
В 2007 году в посёлке Берёзово Севастьяновского СП проживали 20 человек, в 2010 году — 21 человек.

## География
Посёлок расположен в северной части района на автодороге А121 «Сортавала» (Санкт-Петербург — Сортавала — автомобильная дорога Р-21 «Кола»).
Расстояние до административного центра поселения — 16 км.
Расстояние до ближайшей железнодорожной станции Кузнечное — 6 км. 
Посёлок находится на берегу залива Лехмалахти Ладожского озера.

## Демография
| 2007 | 2010 | 2017 |
| ---- | ---- | ---- |
| 20   | ↗21  | ↘13  |

## Улицы
Берёзовая, Ладожская, Лесная, Некрасова, Озёрная, Сосновая, Шоссейная.